# Stanley Stanczyk
Stanley Stanczyk   (Armstrong, 10 de maig de 1925 - Miami, 3 de juliol de 1997) fou un aixecador estatunidenc que va competir durant les dècades de 1940 i 1950.
El 1948 va prendre part en els Jocs Olímpics de Londres, on guanyà la medalla d'or en la categoria del pes semipesant del programa d'halterofília. Quatre anys més tard, als Jocs de Hèlsinki, guanyà la medalla de plata en la mateixa categoria.
Entre 1946 i els Jocs de 1952 no va prendre cap competició. Guanyà cinc campionats del món d'halterofília, en el pes lleuger, mitjà i semipesant; una medalla d'or als Jocs Panamericans de 1951 i sis campionats nacionals.